# ユニットバス

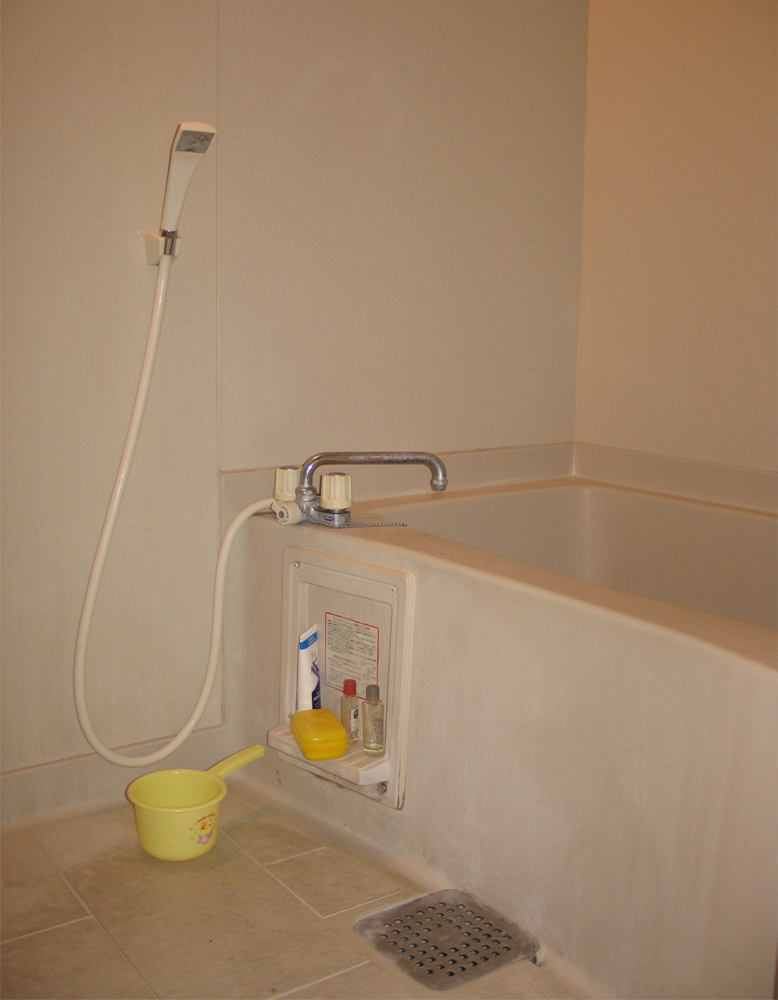
マンションのユニットバス（洗い場付き）

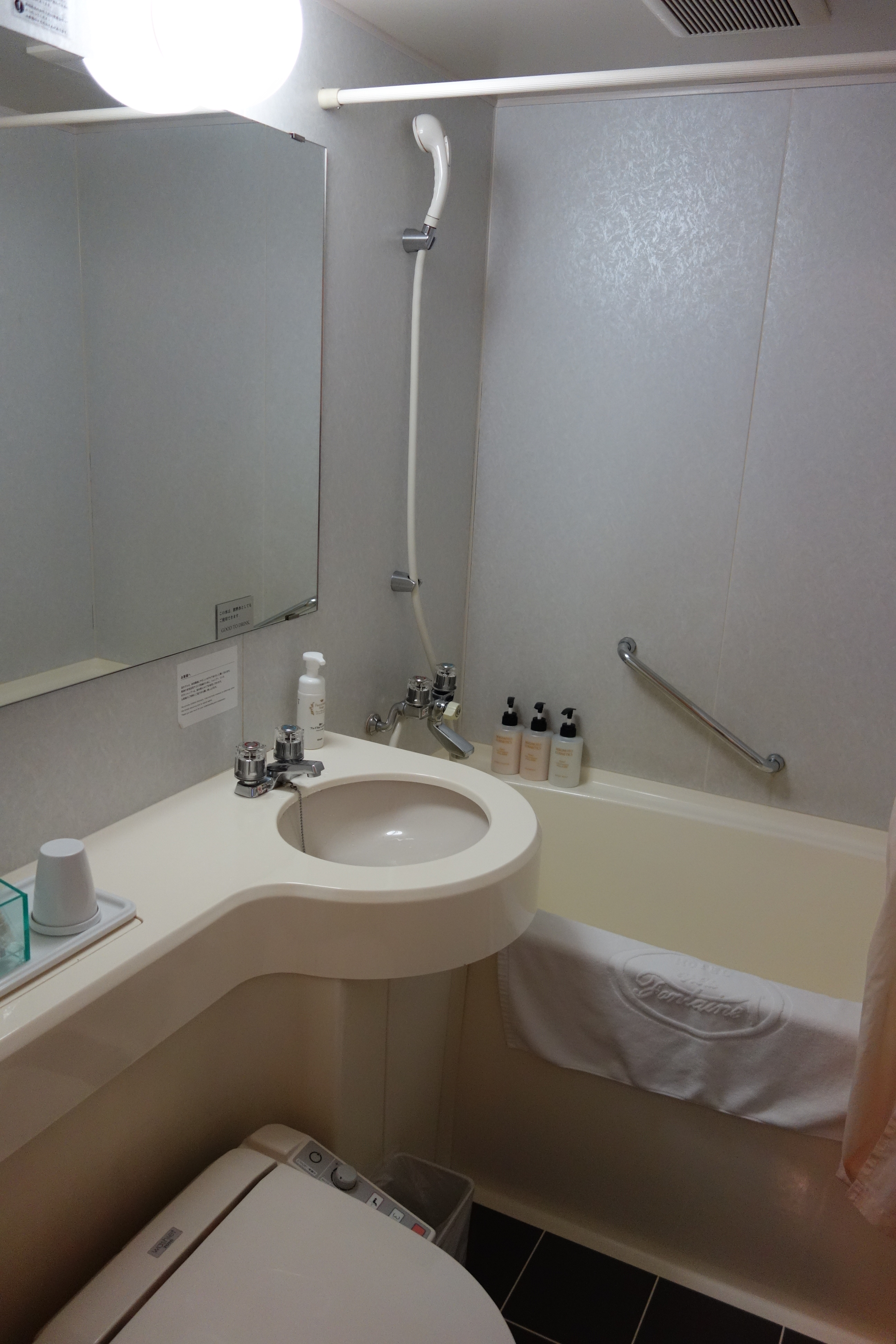
ホテル客室の3点ユニット
壁のつかみ棒の角度からカラン/シャワーヘッド側に足を向けて入浴する設計であることがわかる。逆向きに浸かると洗面台裏側（場合によってはカビや汚れ）が目の前にくる。

ユニットバスとは、工場などで予め成型されている浴室を指す和製英語である。英語では bath module という。
防水性の高い素材を用いて天井・床・壁を成型、内部には浴槽（および多くは合わせて他の要素）を設けておき、現場に搬入した後に組み立てる。日本の間取図で用いられる記号はUB。

## 概要
浴室が工場などで予め成型されているため、現場でセメントモルタルを打ち、タイルを1枚ずつ貼って造る在来工法と比べ、施工時間の大幅な短縮が可能である。また、階下への水漏れのリスクが少ない。
高い容積効率も実現可能である。ただし、効率追求の結果、換気や排水などの性能が多少犠牲になることも少なくない。

### 日本
日本では戸建住宅からマンション、ホテル、アパート、病院などに至るまで、さまざまな建物に用いられている。また最近では、サイズや機器のオプションが自由に選べるものが増えている。2014年（平成26年）の時点で、日本国内の浴室の約95 %を占める。
日本では「システムバス」とも呼ばれる。また、西洋式にトイレ、洗面台、バスタブを同室内に設置するタイプのユニットバスもあり、3点ユニットと呼ぶ。

## 歴史
類似のものとして、バックミンスター・フラーが金属製の浴室ユニット『ダイマキシオンバスユニット』を1938年に特許出願したが、アメリカではほとんど普及しなかった。
現在につながる繊維強化プラスチック（FRP）製のユニットバスは、日本で1963年（昭和38年）に考案開発された。きっかけは、翌年にオリンピックの開催を控えていた東京で、ホテルニューオータニの建設工期を省力化によって短縮するためであった。主に開発に携わったのは、日立化成工業（現：ハウステック）と東洋陶器（現：TOTO）の2社である。その結果、1部屋につき職人数人と1か月を要していたバスやトイレの施工が、運び込んで設置するだけで良いユニットバスを採用したことにより、わずか数時間に短縮された。ニューオータニでは1000室以上にも上る全客室へのユニットバスの据付作業を、3か月半で完了したとされる。
なお、この「初代」とも言うべきユニットバスはTOTO本社にも現存していなかったが、2014年（平成26年）7月、ニューオータニ内で倉庫となっていた部屋に当時の設置状態で現存していた物が「発見」された。これは2015年（平成27年）8月にTOTO本社に隣接された企業博物館の「TOTOミュージアム」へ移設され、一般公開されることとなった。
同じく1963年（昭和38）、1月に積水化学工業奈良工場で、国産第1号と銘打ったFRPプレス成形浴槽「セキスイバス」の製造を開始しており、こちらが日本初ではないかともされる。

### 住宅向けユニットバス
一般住宅向けには、日本では同じく1963年（昭和38年）9月に北海酸素（現：エア・ウォーター）から発売された『ほくさんバスオール』が元祖とされる。これは繊維強化プラスチック（FRP）製ではなく、洗い場もない浴槽だけの製品であった。
ほぼ現代同様の規格化された形式でのFRP製の浴槽を利用したユニットバスが戸建て住宅に日本で初めて採用されたのは、1971年（昭和46年）3月に積水ハウスによる。また、一般住宅で最大サイズとされている「1818」（後述）を利用するメーターモジュールのユニットバスについては、1981年（昭和56年）に同じく積水ハウスが日本で初めて採用した。

## サイズ

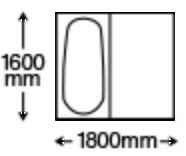
ユニットバスサイズ1618

日本における住宅向けのユニットバスは、そのサイズがほぼ規格化されている。縦方向と横方向のサイズを10 cm単位の2桁 + 2桁の数字で表記する。縦方向に浴槽の長手方向が設置される。
組み合わせには「1216」、「1317」、「1416」、「1418」、「1616」、「1618」、「1620」、「1818」があり、さらに広い「1820」も注文できる。ショールームやホームセンターなどに展示されているものは大型の「1818」であることが多い。

## 誤解
「ユニットバス = 浴室・トイレ・洗面台などが共有されているシステム」であるとの誤解がみられる。この原因は、当初、外国人観光客の宿泊を受け入れるホテル向けに、外国人に受け入れやすいこの3点を持つユニットが多く採用され、現在でも単身用集合住宅などで広く普及しているためと考えられる。

## アメリカでの事情
アメリカでは労働組合の力が強く、建物建築時に浴室工事を行うアスファルト防水、押さえモルタル、配管、シンダー（cinder―石炭殻。骨材に使われる）コンクリート打設、タイル張り、窓と天井の大工作業、などのそれぞれの職人・作業者の職場を確保するため、ユニットバスの使用は制限されている。

## 製造メーカー
- TOTO
- LIXIL
- パナソニック ハウジングソリューションズ（以前は、東芝グループにもOEM供給していた時期があった。）
- クリナップ
- タカラスタンダード
- トクラス（旧ヤマハリビングテック株式会社、ヤマハ株式会社の家具・住宅設備部門が1992年（平成4年）に分社し設立。ヤマハによる投資ファンドへの売却とMBOを経て完全に独立。ヤマハ発動機のボート製造などのFRP成形技術を活かし、1974年（昭和49年）からユニットバスを製造。旧ヤマハリビングテックとヤマハのユニットバス関係事業は全てこちらに移管継承されている。）
- ハウステック
- 長府製作所
- ウッドワン
- 永大産業
- ブレクス
- 積水ホームテクノ（積水化学工業の100％子会社：積水化学工業および積水ハウスのユニットバス事業は全てこちらに移管継承されている。積水化学工業から含めれば、日本の住宅向けユニットバス事業では最も歴史が長い会社。）
- 日比野化学工業
- 日ポリ化工
- 和光製作所（スピリチュアルモード）
- アステック
- サンワカンパニー
- 小笠原
- ダイワ化成
- PUDA
- コーラーカンパニー
- ノーキン
- カドガン
- 有田ユニテム
- テクノクリエート
- 東京バススタイル
- ノーリツ（2019年冬に撤退を発表[15][16][17]。）
- ナスラック（かつては、ナスステンレス→東建ナスラック時代を含む自社で製造販売していたが、ナスラックへの商号変更後にノーリツからのOEM製品に移行した。しかし、ノーリツのシステムバスを含む住宅システム事業からの撤退により、2020年夏をめどにシステムバスから撤退予定である。[15][16][17]）